# Im Namen des Königs
Im Namen des Königs er en tysk stumfilm fra 1924 af Erich Schönfelder.

## Medvirkende
- Dagny Servaes
- Walter Rilla
- Magda Unger
- Julius Falkenstein
- Elisabeth Lennartz
- Adi Gröger
- Heinz Stieda